# Anadia ocellata
Anadia ocellata là một loài thằn lằn trong họ Gymnophthalmidae. Loài này được Gray mô tả khoa học đầu tiên năm 1845.

## Hình ảnh

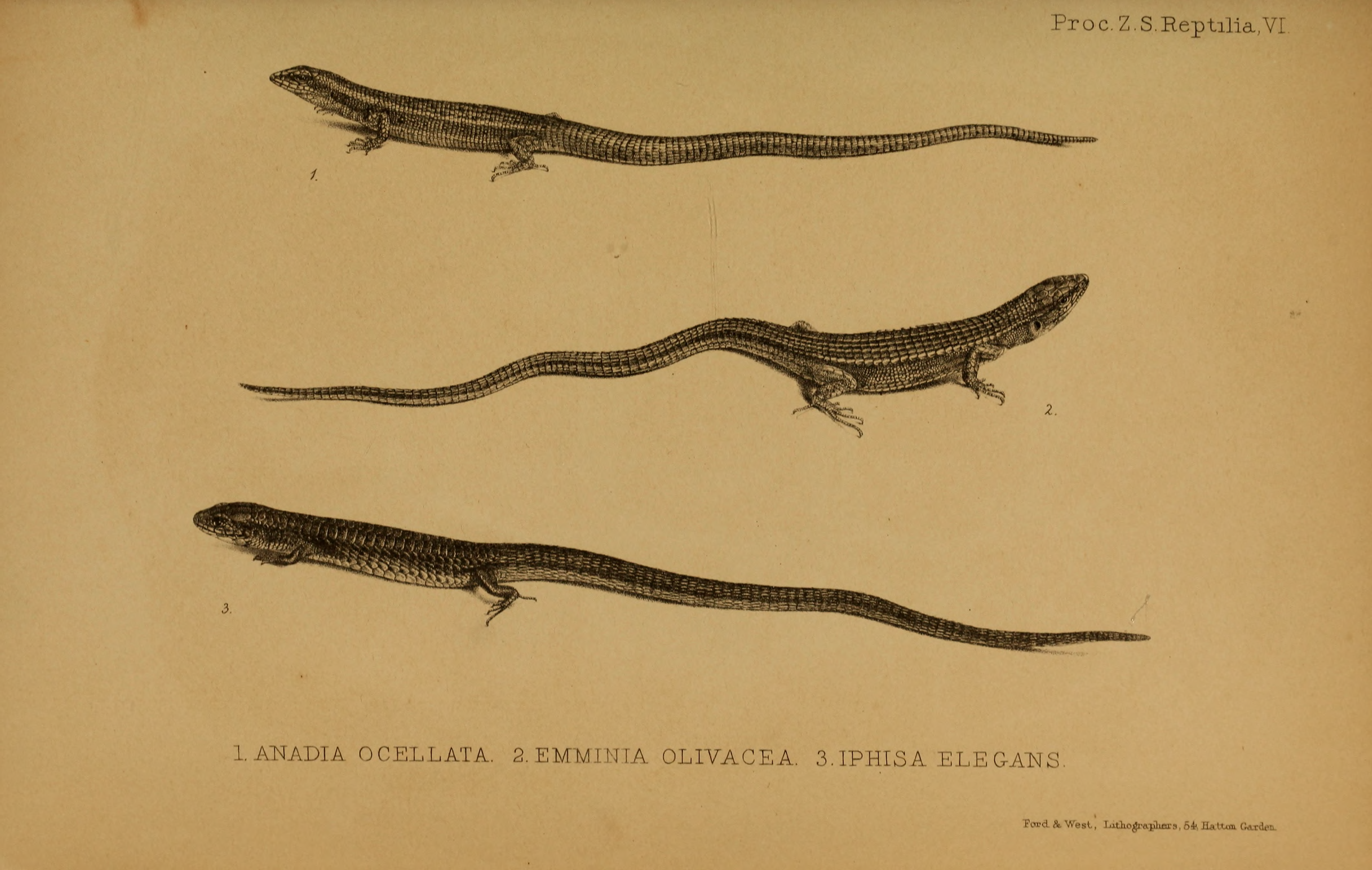